# Saint-Généroux
Saint-Généroux è un comune francese di 378 abitanti situato nel dipartimento delle Deux-Sèvres nella regione della Nuova Aquitania.

## Società

### Evoluzione demografica
Abitanti censiti